# Keith Stallworth
Pour les articles homonymes, voir Stallworth.
Keith Stallworth est un acteur américain né le 27 mai 1979  dans le Comté de Bell (Texas). Il fait ses débuts dans le film Sexy Dance 3D où il tient le rôle de Jacob. Il déménage à New York à l'âge de 17 ans pour poursuivre sa carrière de danseur. 

## Filmographie
- 2009 : B-Girl, Hip-hop dans la peau (B-Girl) : Junior
- 2009 : Les Experts : Manhattan : saison 6 : Épisode 122 : Après la bataille (Battle Scars) : Danseur
- 2010 : Sexy Dance 3D (Step Up 3D) : Jacob